# Истон (Мэриленд)
Истон (англ.  Easton ) — город и административный центр округа Толбот в штате Мэриленд США.

## Описание
Находится в восточном Мэриленде. Расположен в районе приливной зоны вдоль восточного берега Чесапикского залива, недалеко от устья реки Тред-Эйвон (эстуарий). Был заселен квакерами в 1682 году и получил статус города в 1710 году, когда эта территория была выбрана местом расположения окружного суда (построено около 1712 года). До 1789 года город назывался Талбот-Корт-Хаус, пока не было принято его нынешнее название, вероятно, связанное с Истоном, Англия. Город является сельскохозяйственным торговым центром и имеет легкую промышленность (электроинструменты, дистилляционное оборудование, слабительные и дорожные сигнальные ракеты).

## Население
1. Н/Д[4]
2. Н/Д[5]